# Orsans (Aude)
Orsans (en occità Orsans) és un municipi de França de la regió d'Occitània, al departament de l'Aude. El 2021 tenia 107 habitants.